# Сай, Фазыл
Фазыл Сай (тур. Fazıl Say, в русских источниках часто неправильно Фазиль Сай; род. 14 января 1970, Анкара) — турецкий пианист и композитор.

## Биография
Внук турецкой художницы Зехры Сай.
Учился в Анкарской консерватории у Митхата Фенмена, затем в 1991—1995 годах в Дюссельдорфе и Берлине. Ещё в Турции Сай был замечен немецкими специалистами: в 1987 году сочинение юного музыканта «Чёрные гимны» (тур. Siyah İlahiler) исполнялось в Берлине в рамках празднования 750-летия города. Среди последующих сочинений Фазыла Сая наибольшее признание получили Второй концерт для фортепиано с оркестром «Шёлковый путь» (тур. İpekyolu; 1994), «Четыре танца для Ходжи Насреддина» для фортепиано соло (1991), оратория «Назым» на стихи Назыма Хикмета (2001). Многие произведения Фазыла Сая соединяют академическую традицию с элементами джаза и турецкой народной музыки: так, в частности, на тему «Турецкого рондо» Моцарта Сай написал вариацию в джазовом духе, а в 2006 г. в Вене состоялась премьера балета Фазыла Сая «Патара» на тему из фортепианной сонаты Моцарта KV 331 — для сопрано, фортепиано и турецких народных инструментов. В 2011 г. Саю были заказаны конкурсная композиция для Международного конкурса скрипачей имени Анри Марто и концерт для кларнета с оркестром для Сабины Майер.
В репертуаре Сая-пианиста важное место занимают произведения Баха и Моцарта, которые могут в концертной программе сочетаться с его собственными сочинениями. Оригинальный жест совершил Сай в 2000 г. записав собственное переложение «Весны священной» Игоря Стравинского для двух фортепиано в собственном исполнении обеих партий.
Сай много выступал дуэтом со скрипачом Максимом Венгеровым — в 2004 г. их концерт состоялся и в Москве. Сольный концерт Сая в Москве в 2006 г. получил высокую оценку российского рецензента, писавшего: «Едва касаясь клавиш, Фазиль Сай словно уносился в иное измерение; в случае с иными артистами „игра лицом“ может раздражать, но здесь она была совершенно естественной, выражая безграничную любовь к исполняемой музыке и полное слияние с ней».
В 2008 записал в дуэте с Патрицией Копачинской диск Бетховен, Равель, Барток, Сай, высоко оцененный критикой.
15 апреля 2013 суд Стамбула приговорил композитора к 10 месяцам условного заключения за высказывания на его странице в Твиттере, сочтённые направленными против ислама (в частности, Саю было вменено в вину цитирование Омара Хайяма). 26 апреля того же года на фоне многочисленных международных протестов суд принял ходатайство композитора о повторном рассмотрении его дела; в сентябре приговор был подтверждён, однако срок переквалифицирован в условный. Судебное решение было вновь обжаловано, и в конце концов 26 октября 2015 года Верховный апелляционный суд Турции отменил его, постановив, что высказывания музыканта находятся в пределах свободы слова.